# 比亞里卡 (托利馬省)
比亞里卡是哥倫比亞的城鎮，位於該國中西部，由托利馬省負責管轄，始建於1926年，面積204平方公里，海拔高度1,126米，主要經濟活動有農業和牧牛業，2005年人口6,010，人口密度每平方公里29.46人。

## 外部連結
- （西班牙文） Municipality of Villarrica official website （页面存档备份，存于）
- （西班牙文） Government of Villarrica official website
- （西班牙文） Blog about Villarrica （页面存档备份，存于）

4°00′N 74°35′W / 4.000°N 74.583°W